# Terry Medwin
Terry Medwin, właśc. Terence Cameron Medwin (ur. 25 września 1932 w Swansea, zm. 1 maja 2024) – walijski piłkarz grający na pozycji pomocnika, reprezentant kraju.

## Kariera piłkarska
Terry Medwin karierę piłkarską rozpoczął w 1949 roku w Swansea Town, gdzie debiutował w sezonie 1951/1952. W drużynie grał do 1956 roku i rozegrał 148 meczów ligowych i strzelił 60 goli. Następnie w maju 1956 roku przeniósł się do za 25.000 funtów brytyjskich do Tottenhamu Hotspur, z którym w sezonie 1960/1961 zdobył mistrzostwo Anglii, dwukrotnie sięgnął po Puchar Anglii (1961, 1962) oraz zdobył Puchar Zdobywców Pucharów w sezonie 1962/1963. Po tym sukcesie Terry Medwin z powodu kontuzji nogi zakończył karierę piłkarską.

## Kariera reprezentacyjna
Terry Medwin w reprezentacji Walii w latach 1953–1963 rozegrał 30 meczów i strzelił 6 goli. Z reprezentacją uczestniczył na mistrzostwach świata 1958 w Szwecji, gdzie strzelił gola na 2:1 w meczu przeciwko reprezentacji Węgier, który dał awans do ćwierćfinału tego turnieju.

## Kariera trenerska
Terry Medwin po zakończeniu kariery piłkarskiej trenował drużynę Fulhamu Londyn oraz był asystentem trenera Johna Toshacka w Swansea City.

## Osiągnięcia

### Tottenham Hotspur
- mistrzostwo Anglii: 1961
- Puchar Anglii: 1961, 1962
- Puchar Zdobywców Pucharów: 1963

### Reprezentacja Walii
- ćwierćfinał mistrzostw świata: 1958